# Challenger de Santiago II 2021
El torneo Challenger de Santiago 2021 fue un torneo de tenis perteneciente al ATP Challenger Tour 2021 en la categoría Challenger 80. Se trató de la 14.ª edición, el torneo tuvo lugar en la ciudad de Santiago (Chile), desde el 04 hasta el 10 de octubre de 2021 sobre pista de tierra batida.

## Jugadores participantes del cuadro de individuales
| Favorito | País                 | Jugador                    | Rank1 | Posición en el torneo |
| -------- | -------------------- | -------------------------- | ----- | --------------------- |
| 1        | Bandera de Argentina | Juan Manuel Cerúndolo      | 103   | Primera ronda         |
| 2        | Bandera de Argentina | Francisco Cerúndolo        | 110   | Semifinales           |
| 3        | Bandera de Perú      | Juan Pablo Varillas        | 117   | CAMPEÓN               |
| 4        | Bandera de Bolivia   | Hugo Dellien               | 140   | Cuartos de final      |
| 5        | Bandera de Argentina | Sebastián Báez             | 143   | FINAL                 |
| 6        | Bandera de Chile     | Marcelo Tomás Barrios Vera | 155   | Primera ronda         |
| 7        | Bandera de Argentina | Juan Ignacio Londero       | 157   | Primera ronda         |
| 8        | Bandera de Brasil    | Felipe Meligeni Alves      | 202   | Primera ronda         |

- 1 Se ha tomado en cuenta el ranking del 27 de septiembre de 2021.

### Otros participantes
Los siguientes jugadores recibieron una invitación (wild card), por lo tanto ingresan directamente al cuadro principal (WC):
- Diego Fernández Flores
- Gonzalo Lama
- Víctor Núñez

Los siguientes jugadores ingresan al cuadro principal tras disputar el cuadro clasificatorio (Q):
- Nicolás Álvarez
- Oliver Crawford
- Facundo Díaz Acosta
- Alexis Gautier

## Campeones

### Individual Masculino
- Juan Pablo Varillas derrotó en la final a  Sebastián Báez, 6–4, 7–5

### Dobles Masculino
- Diego Hidalgo /  Nicolás Jarry derrotaron en la final a  Evan King /  Max Schnur, 6–3, 5–7, [10–6]